# Locquirec
Locquirec é uma comuna francesa na região administrativa da Bretanha, no departamento Finisterra. Estende-se por uma área de 5,95 km². Em 2010 a comuna tinha 1 553 habitantes (densidade: 261 hab./km²).